# Dassault Rafale

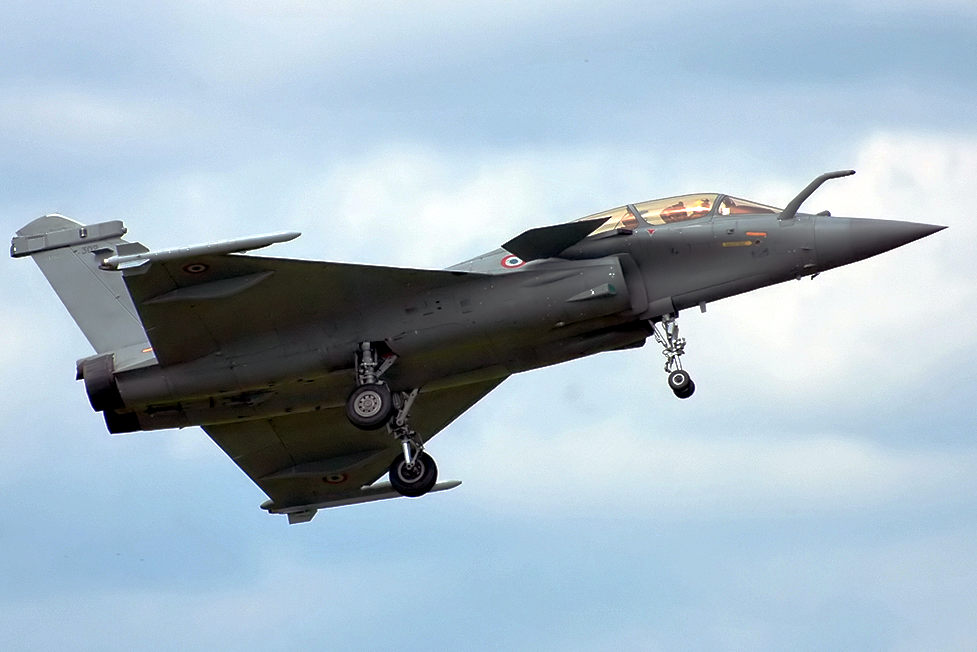
Rafale B en el Paris Air Show de 2007

El Dassault Rafale és un caça polivalent de 4a generació, propulsat per dos motors bessons, dissenyat i construït en França per la companyia Avions Marcel Dassault-Bréguet Aviation Dassault Aviation. Es tracta d'un avió polivalent, amb elevada agilitat i capacitat per a realitzar missions de superioritat aèria i d'atac a terra, entre d'altres.
Va realitzar el seu primer vol el 4 de juliol de 1986, entrant en servei amb l'exèrcit de l'aire francès a final de l'any 2000. El seu disseny s'assembla al d'altres avions de combat modern tals com l'Eurofighter Typhoon, del consorci europeu, i el Saab 39 Gripen, de Suècia. Es va dissenyar per la utilització tant per l'exèrcit de l'aire i com per la marina, amb l'objectiu de reduir costos.
Existeixen tres versions:
- Un model monoplaça d'enlairar-se i aterrar convencionalment (CTOL - Conventional Take-Off and Landing), denominat Rafale C. Operat per l'exèrcit de l'aire francès.
- un model biplaça, denominat Rafale B. Operat per l'exèrcit de l'aire francès.
- un model dissenyat per operar de portaavions (CATOBAR - Catapult Assisted Take-Off But Arrested Recovery), denominat Rafale M (Marine). Operat per aeronàutica Naval

## Desenvolupament

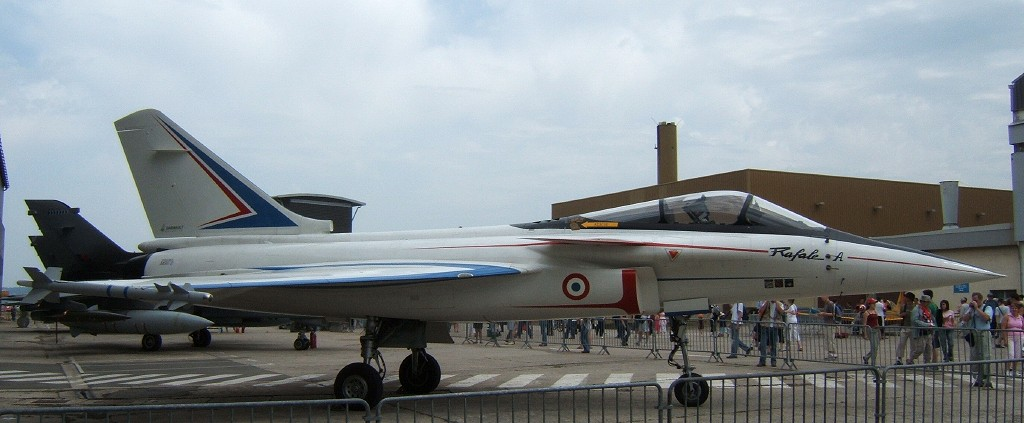
Prototipus del Rafale A

França participà en un programa amb Alemanya, Espanya, Itàlia i el Regne Unit per desenvolupar un caça per substituir als SEPECAT Jaguar, Panavia Tornat, McDonnell Douglas F-4 Phantom II, Lockheed F-104 Starfighter i Dassault Mirage F1. No obstant això, la força aèria francesa va abandonar aviat el projecte en voler construir un avió a la seva mesura on Dassault Aviation liderés el disseny, preferint un avió una mica més petit i embarcable, per la qual cosa França va abandonar el projecte d'avió europeu, per crear la seva propi caça, l'ACX (sigles de Avion de Combat Expérimental), que posteriorment passaria a ser conegut com a Rafale A.
L'empresa Dassault Aviation l'havia construït sense que hi hagués cap comanda del govern o de les forces armades, com un programa privat, ja que era un aparell per testejar tecnologia.
El sistema electrònic de guerra del Rafale és el Spectra, de Thomson-CSF; aquest incorpora transmissors d'estat sòlid, radar i alerta de làser, alerta de míssils, sistemes de detecció i interferència. El sistema optrònic és el OSF de recerca infraroja i un sistema de seguiment instal·lat al nas de l'aparell, i el receptor d'alerta làser DAL. Aquest sistema optrònics porta a terme les tasques de recerca, identificació de blancs, telemetria, imatges de televisió i infraroges, discriminació automàtica de blancs i seguiment. Posseeix un receptor de navegació TLS 2000 de Thomson-CSF, que s'utilitza per a la fase d'aproximació del vol. Aquest integra un sistema d'Instruments d'Aterratge, Sistema de Microones d'Aterratge i un mesurador de distàncies de ràdio VHF omnidireccional. L'altímetre radar AHV 17 de l'avió pot ser utilitzat durant el vol de molt baixa altitud. El Rafale també compta amb un receptor de navegació aèria tàctica per obtenir dades de navegació en vol i com a ajuda per a l'aterratge. A diferència de les altres versions, el Rafale M està equipat amb el radar Thomson CSF Detexis RBE-2, que té un abast de 100 km, de manera que el Rafale pot anar equipat amb míssils del tipus "dispara i oblida", a més, el radar té capacitat mira-avall/dispara-avall. En el mode de detecció aèria, pot percebre i rastrejar 10 blancs i establir contacte amb 8 d'ells, en la manera de detecció terrestre, pot dibuixar a la cabina del pilot un petit mapa del terreny. El nou avió de Dassault té el primer interrogador-transponder IFF que utilitza tecnologia d'escaneig electrònic, un SB25A de Thomson-CSF. El sistema de control per senyals elèctrics estabilitza el Rafale en els tres eixos, ja que el seu disseny aerodinàmic és deliberadament inestable. Aquest sistema permet un pilotatge còmode i natural en totes les situacions de vol, atac, enlairament i aterratge, fins i tot en portaavions, ja que incorpora un sistema de control de vol a molt baix nivell acoblat al sistema de tret, que funciona en paral·lel mitjançant tres canals digitals amb un canal de suport analògic. Els materials compostos suposes el 24% de la massa de l'aeronau, arribant al 70% del fuselatge posterior, incloent els estabilitzadors vertical i horitzontals i el timó de profunditat.

## Armament
Les possibilitats i combinacions armamentístiques del Rafale són molt elevades. Té 12 punts externs de fixació per posar càrregues de tota classe: dos sota el fuselatge, dos sota les preses d'aire dels motors, sis baixos les ales i dos a les puntes. Gràcies a això pot portar, per exemple: 
- Un míssil nuclear de curt abast ASMP de 900 kg, de 100 a 150 kilotones (mode d'atac)
- O vuit míssils aire-aire MDBA MICA de curt abast

- O sis MDBA MICA amb dos tancs de combustible addicionals (mode d'intercepció) 

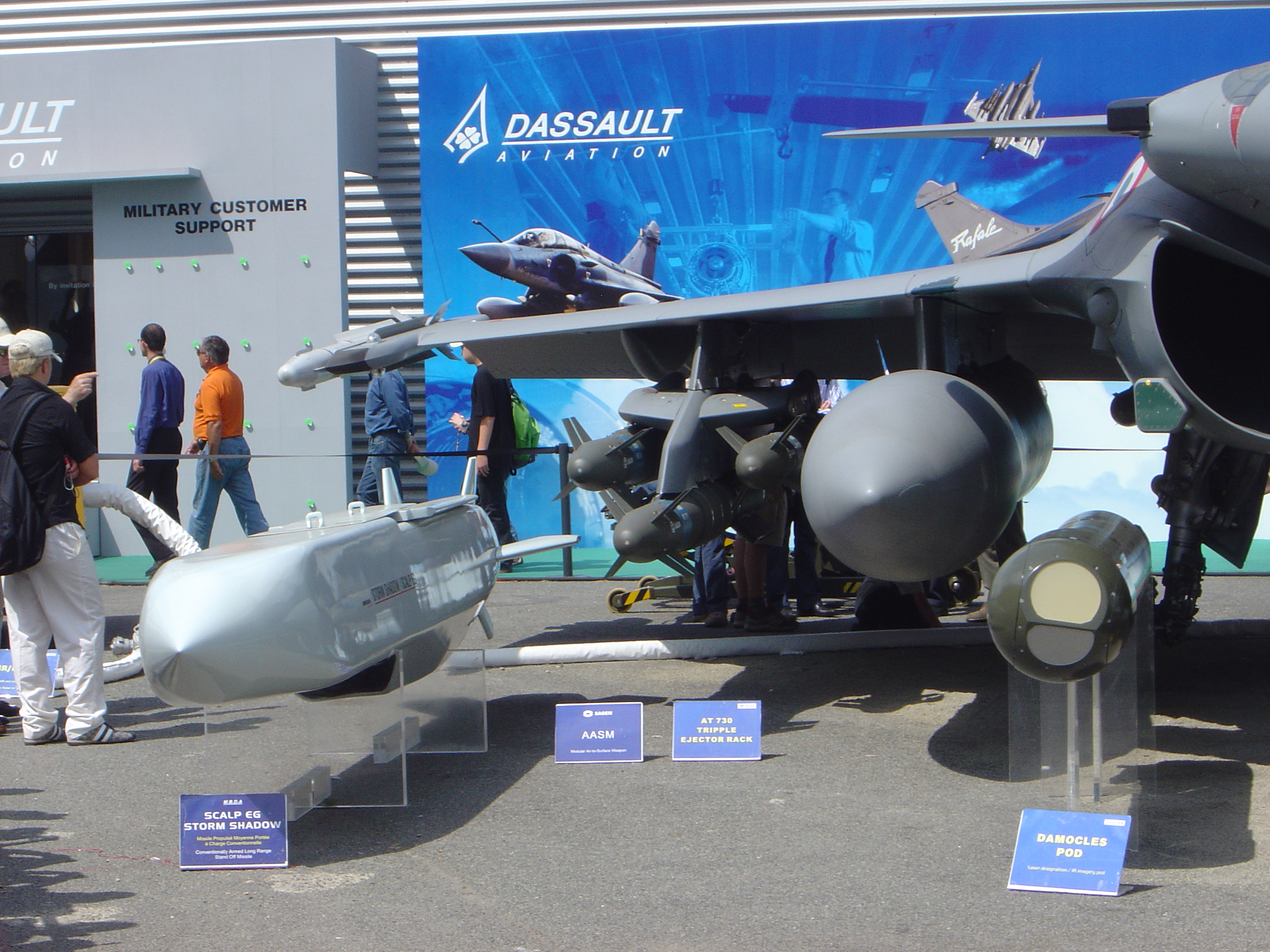
Un Dasault Rafale amb part del seu arsenal al Paris Air Show de 2005

- O bombes de 250 kg de caiguda lliure o retardada, dues MDBA MICA i dos tancs de combustible;

- O dos dispensadors d'armes tipus APACHE, dues MDBA MICA i dos tancs de combustible;
- O dues bombes de 400 kg GBU-12 Paveway II guiades per làser, dos míssils supersònics AS.30L o AASM guiats per làser, dues MDBA MICA, un tanc de combustible extern, un tanc FLIR i un senyalitzador làser ATLIS II (mode d'atac a terra)

- O dos míssils anti-vaixell AM.39 Exocet, quatre MDBA MICA i tres tancs de combustible

A les missions aire-aire la principal arma és el míssil "dispara i oblida" Matra MICA (Missile d'Interception de Combat et d'Autodefense), un míssil que pot ser dotat amb un sensor SAT/MATRA infraroig (per substituir el Matra 550 Magic 2), o un cap amb radar actiu Dassault Electronique AD4 (a l'estil del Hughes AIM-120 AMRAAM o del Vímpel R-77 Adder).
Pel que fa a la seva capacitat d'atac a superfície cal esmentar la possibilitat d'emprar els míssils Matra APACHE (Arme Propulsée A Charges Ejectable), els míssils anti-vaixells ANS i els Aérospatiale AS.30L guiats per làser. També pot emprar les bombes guiades per làser MATRA BGL, que de la mateixa manera que els AS.30L, es guiarien cap als blancs il·luminats pel pod Thomson-CSF Atlis. En missions de supressió de defenses enemigues empra el míssil Matra Armat. Finalment pot emprar els ja clàssics míssils anti-vaixell Aérospatiale AM.39 Exocet, les bombes anti-pistes Matra Dudandal, i el míssil nuclear Aérospatiale ASMP, complementats pels canons automàtics de calibre 30 mm GIAT DEFA 791B.

## Electrònica

### Radar
El Rafale està dotat amb un dels més sofisticats radars existents: el Thomson-CSF/Dassault Electronique RBE2 (Radar à Balayage Electronique deux plans), basat en la tecnologia T-CSF RADANT. Es tracta d'un radar d'antena planar i escombrat electrònic. L'avançat disseny del radar cal afegir una aclaparadora capacitat de procés de dades, prop de 100.000 milions d'operacions / s, que li permet dur a terme diverses tasques alhora. És a dir, el RBE2 és capaç de seguiment automatitzat del terreny (al millor estil del TI / TFR del Panavia Tornat IDS), alhora que segueix i fixa fins a vuit blancs simultàniament (al millor estil AWG-9/AN- APG-71 del F-14 Tomcat). A més, el RBE2 té plena capacitat LPI (Low Probability of Intercept), una tecnologia basada en bruscos canvis de la freqüència i variacions en els patrons de repetició de polsos, i en l'emissió d'energia de molt baixa potència, per romandre ocult als sistemes d'alerta radar (RHWR) enemic la majoria de les vegades. S'estima que l'abast d'aquest radar és superior als 100 km, encara que això depèn en gran manera de la superfície reflectant, altitud, aspecte i velocitat del blanc. En la manera passiu, el seu abast de detecció és realment baix i no serveix per exemple per guiar el míssil aire-aire Meteor. Per raó d'això, Thales va avançar amb el RBE-2AA AESA, també conegut com a DRAA (Démonstrateur Radar à Antenne Active). El pas següent va ser el DRAAMA (Démonstrateur Radar à Antenne Active Modes Avancés) aparegut en el 2004 i del qual s'espera la seva instal·lació en el 2011 i la en servei en l'2012, gairebé una dècada després del planificat. El nou radar serà el mateix per a les diferents variants del Rafale i no modificarà en res les formes o dimensions de la proa de l'aeronau, tot i que s'ha reconegut que la grandària de l'actual antena que és de 55 cm, ha demostrat tenir prestacions lleugerament inferiors a les antenes del Boeing F/A-18E/F Super Hornet o del F-15 Eagle. Els avantatges del nou radar AESA són: 
- Rang estès per més de 50% per a la futura compatibilitat amb nous sistemes d'armes com Meteor.
- Mòdul de major fiabilitat per a la reducció de cost de propietat (no hi ha necessitat de revisió en els primers 10 anys).
- Agilitat de forma d'ona d'alta resolució d'obertura sintètica (SAR) d'imatges en l'aire-terra i un millor manera de resistència a la interferència.

## Cabina
L'aviònica de cabina del Rafale és molt sofisticada, havent-se beneficiat dels últims avenços tecnològics en la matèria. El HUD és una moderna unitat de gran angular Sextant Avionique CTH3022 que integra les dades obtingudes a través del radar RBE2, l'OSF (només el ISRT, atès que el OSF es presenta en un LCD) i l'avançat sistema RWR / ECM SPECTRA (Système pour la Protection Electronique Contre Tous les Rayonnements adverses). També s'ha integrat reconeixement de veu, per poder accedir a certes funcions mitjançant ordres verbals, i els avui en dia habituals comandaments HOTAS. El pilot compte, a més, amb el casc Sextant Avionique Topsight, que en l'aspecte operacional hauria de permetre al pilot del Rafale enganxar blancs en combat maniobrat més enllà de l'eix longitudinal de l'avió.

## Motors
Snecma comença les proves de M88-2 el gener de 1984, uns 8 mesos després del lliurament a la força aèria d'1 Mirage 2000, equipat amb el motor  M53. L'M88-2, un motor modular totalment nou de doble cos i doble torn, amb una longitud de 3,53 metres, un diàmetre de 69,3 cm i una massa de 897 kg, està especialment desenvolupat per al Rafale. Compacte, ofereix 50 kN d'empenta en sec i 75 kN amb postcombustió i ofereix una orientació a l'alta massa i alta acceleració. L'M88-2 ha d'estar en vol a baixa altura amb un baix consum específic de combustible (i per tant té una alta relació de compressió de 24,5 i components d'alt rendiment), com volava a gran alçada amb un alt impuls específic (i per tant, un baix coeficient de 0,3).
Amb aquesta finalitat, les innovacions següents s'utilitzen: 
- Disc compressor aerodinàmics monoblocs (DAM);
- Una cambra de combustió neta anulars;
- Banderoles i els distribuïdors d'un sol cristall de turbina d'alta pressió;
- Un sistema de refrigeració. El motor es regula automàticament pel sistema de control digital del motor amb plena autoritat (FADEC), amb dos equips, el que permet sense restriccions de vol (els dos motors es posen en marxa en dos minuts, i la transició cap al lloc de tres segons) i un manteniment més senzill. La M88-2 finalment té una signatura de radar (SER) i la signatura d'infrarojos (SIR) reduïda. La caracterització de la M88-2 s'obté el 30 de setembre de 1992, després de 500  h.

## Equipament especial Rafale M
La versió naval del Rafale té una cèl·lula lleugerament més pesant, un tren d'aterratge reforçat, un ganxo de apontaje i el reforçament general de l'estructura de l'avió. El tren d'aterratge és especialment interessant, en disposar d'un dispositiu que eleva el morro de l'avió instants abans del llançament, obviant la necessitat de rampes inclinades o "sky jumps" a l'estil del portaavions  espanyol Príncipe de Asturias (portaavions) o el  rus Almirall Kuznetsov. D'altra banda, és important ressenyar que les ales de l'Rafale M no són plegables (com sí que ho són en la majoria dels avions navals) a causa del fet que el material compost de les seves ales no permet el frontisses, la qual cosa pot representar un problema a l'hora d'operar aquests caces a bord d'un portaavions (cas de l'Índia o el Brasil, la qual cosa pot suposar problemes en les vendes).

## Versions

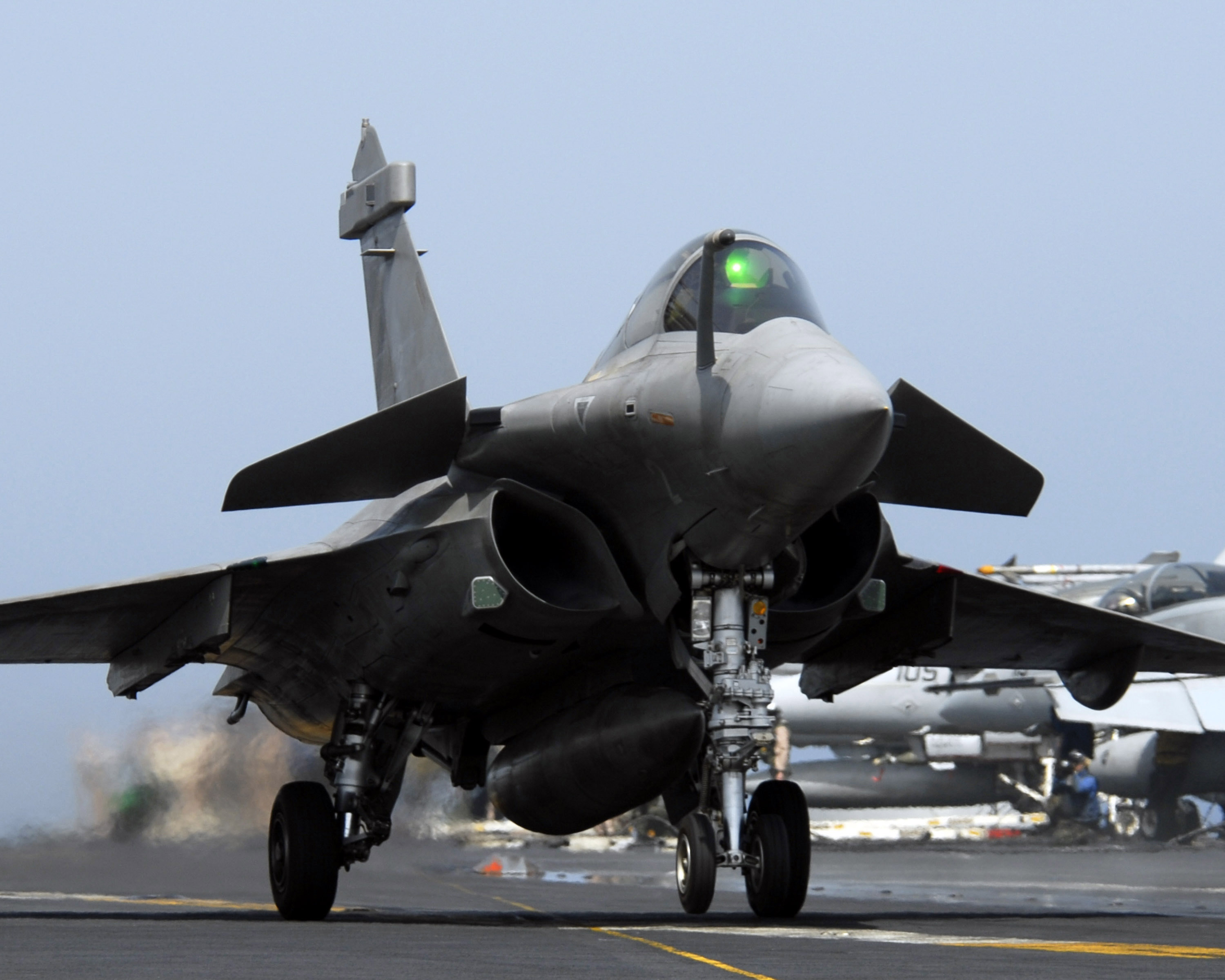
Rafale M de la Aeronavale en el portaavions nord-americà USS John C. Stennis (CVN-74)

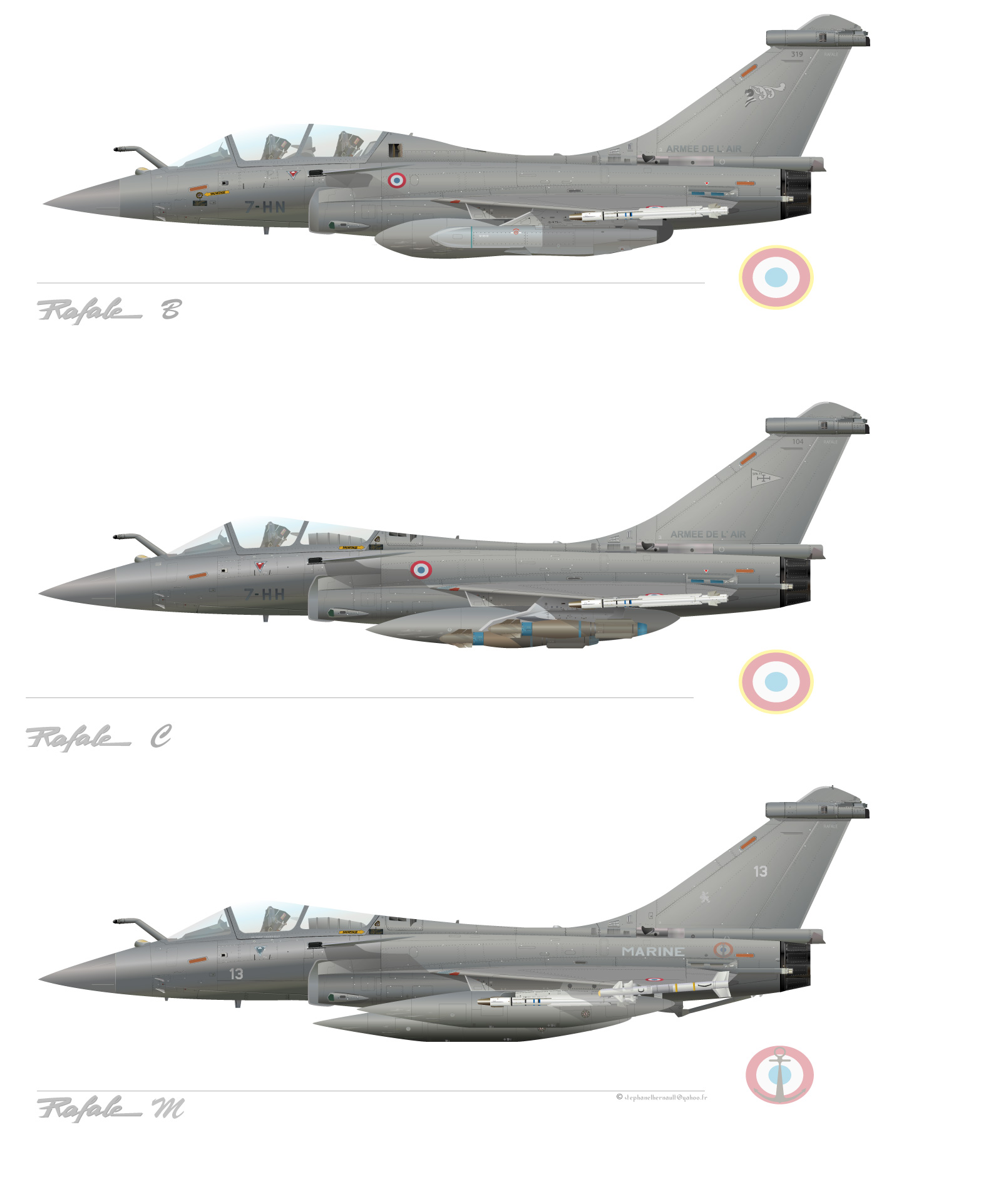
Rafale B, Rafale C, Rafale M francesos

### Rafale A
Va ser un prototip dissenyat per provar les noves tecnologies que anava a incorporar el nou caça. Va fer el seu primer vol en 1986 i actualment es troba retirat.

### Rafale D
Dassault usa aquesta designació ("D" per discret, és a dir,  furtiu) al començament dels noranta per a la producció d'una versió per l'exèrcit de l'aire francès, que incorporaria nova tecnologia atorgant-li capacitats semi-furtives.

### Rafale B
És una versió biplaça per a l'exèrcit de l'aire francès destinada a operar des de bases terrestres introduït el 2004.
Inicialment, el Rafale B havia de ser només un entrenador, però l'experiència de la Guerra del Golf i la Guerra de Kosovo demostrà que un segon membre de la tripulació era imprescindible i, per tant, es van encarregar més Rafale Bs, en substitució d'alguns Rafale Cs, amb la qual cosa el 60% dels caces seran de dues places. Una decisió similar va ser feta per l'Armada, que inicialment no tenia plans de demanar un avió de dos seients, però que va passar a considerar el programa del Rafale N. Tot i això, el programa no tirà endavant a causa dels costos prevists.

### Rafale C
Versió monoplaça per a la Armée de l'Air destinada a operar des de bases terrestres, introduït en 2004. Els F1 originals només disposen de capacitat aire-aire limitada amb míssils Magic 2, MICA EM i el canó de 30 mm. D'ells es van lliurar 17 unitats conegudes com a F2.1 amb capacitat limitada aire-terra. A partir de juny del 2006 tots els exemplars han estat modernitzats a l'estàndard F2.2 amb noves maneres d'operació del sistema EW Spectra i capacitat per portar míssils creuer Scalp, encara que els mateixos van presentar alguns problemes especialment relacionats amb el programari del sistema de planificació de missió. El F3 també incorpora la capacitat per llançar míssils AM-39  Exocet, el míssil nuclear ASMP, la barqueta de reconeixement Reco NG i les bombes de guia làser GBU- 24 Paveway III i les EGBU-24 amb guiat dual de làser i GPS.

### Rafale M

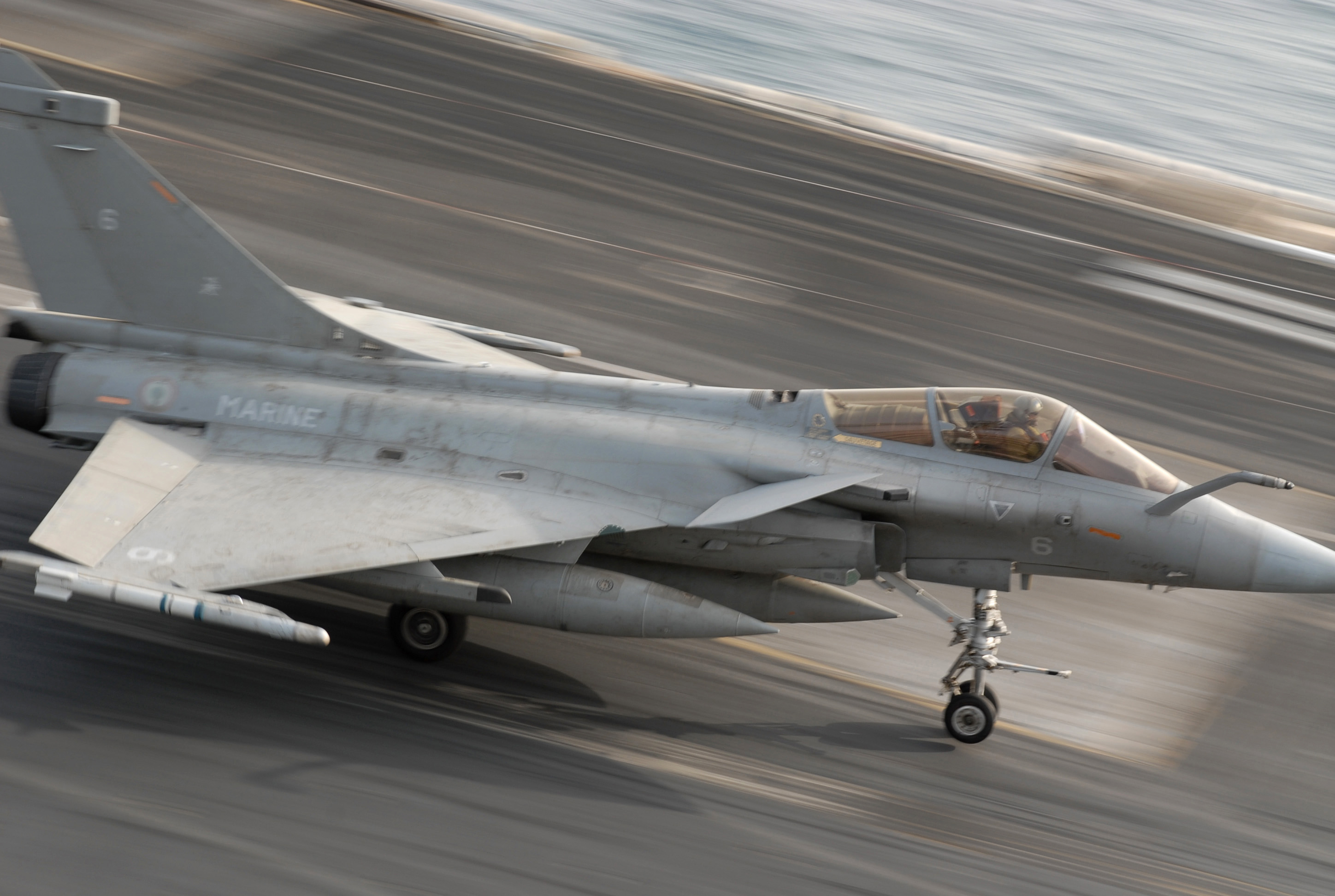
Dassault Rafale de la Marina Nacional Francesa.

Versió naval embarcada per operar a portaavions, va entrar en servei l'any 2002 a la Aeronautica naval. Encara que exteriorment és molt similar al Rafale C, difereix en alguns aspectes; pesa 500 kg més pel fet que l'estructura general de l'avió ha estat reforçada, té un tren d'aterratge especial molt més robust, típic dels avions embarcats, un ganxo de apontaje per a la recuperació de l'aeronau quan aquesta aterra, i disposa un dispositiu que eleva el morro de l'avió instants abans del llançament.
La Aéronavale rebrà 60 exemplars del Rafale M, 12 de la variant SU-0 (interceptors aire-aire) i 48 SU-2 (polivalents). La modernització de l'estàndard F1 a F 3 de la Aeronautica naval està donant més feina del previst, ja que s'han de reemplaçar 7 sistemes principals el que ha generat molts problemes i retards. La idea actual és instal·lar una nova unitat modular de processament de dades que permetria llavors una modernitzacióelectrònicamentmés ordenada i fàcil.

### Rafale N
Originalment anomenat Rafale BM, va ser una versió biplaça planejada per a la Aeronautica naval, però els problemes pressupostaris i el cost d'entrenar membres extres per a la tripulació del nou avió van fer que el projecte fos cancel·lat.

## Subversions
Hi ha tres subversions aplicables al Rafale C i M: 

### F1
- Defensa aèria. Disponible des de 2001.

### F2
- Defensa aèria.
- Atac a terra amb armes convencionals. Disponible des de 2004.

### F3
- Defensa aèria.
- Atac a terra amb armes convencionals i nuclears.
- Atac a objectius marítims i reconeixement. Desenvolupament començat el 2003.
- Posseeix un míssil Exocet 03/05 matx. Disponible des de 2009.[4]

## Futures millores
Encara que el Rafale recentment acaba de qualificar l'estàndard F3, ja se saben les modificacions i capacitats que tindrà el futur Rafale F4 o "post F3", entre elles, el radar AESA serà el principal canvi, a més la capacitat de portar el pod de designació làser «Damocles", la modernització del sistema de  optrónicos FSO i millores en el sistema de protecció electrònica «Spectra». S'espera que la barqueta Dàmocles estigui en servei amb els F3 per a l'any 2009 Thales Dàmocles MULTIFUNCTION targeting pod (France) - Jane's (en anglès) mentre segueixen les proves de desenvolupament del radar AESA que volarà en un Rafale per a proves d'integració també en el 2008 i 2009 per a la seva instal·lació en el 2011 i la en servei en el 2012, Gairebé una dècada després del planificat .. Pel que fa a les millores en el sistema optrònics, el FSO (Front sector Optronics) passarà a denominar-FSO-IT i comptarà amb un sensor més modern que incrementarà el seu abast de detecció i la cobertura en diferents longituds d'ona, encara que no proporcionarà cap capacitat IR addicional, ja que la major grandària del radar AESA no permet instal·lar equips de major volum. També es reemplaçarà l'actual DDM (Detector de Tret de Míssils) per un de nova generació conegut com a DDM-NG (Nova Generació) que proporcionarà millor cobertura, serà compatible amb els esquers IR i reduirà considerablement les anomenades "falses alarmes". Dassault ja va confirmar que la idea de dotar el Rafale amb tancs conformables està totalment descartada així com la possibilitat de dotar a l'avió amb motors de més potència.